# Dürüm

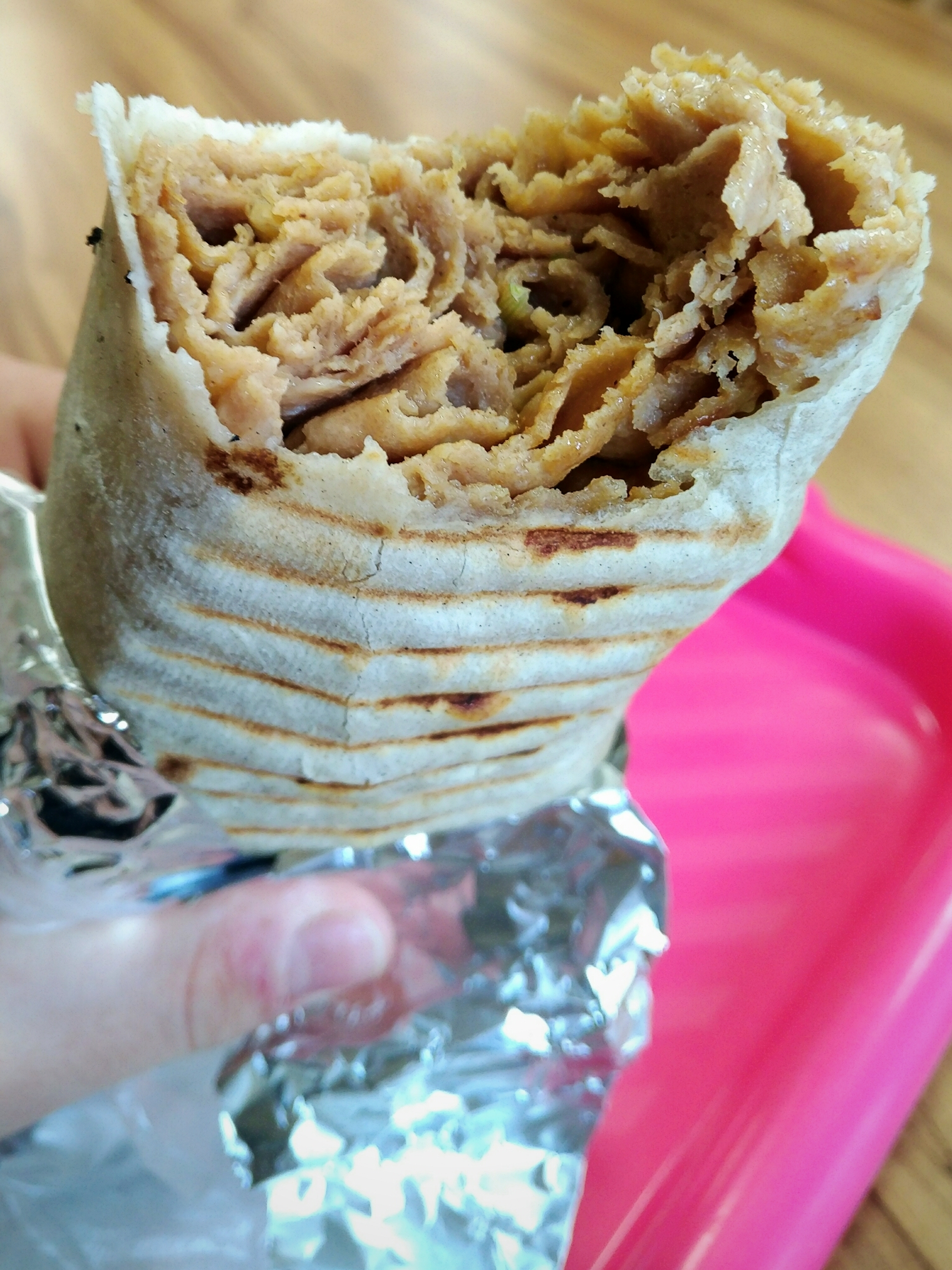
Doner kebab như dürüm

Dürüm (phát âm tiếng Thổ Nhĩ Kỳ: [dyˈɾym], "cuốn") hay dürme là một món bánh mì cuộn trong ẩm thực Thổ Nhĩ Kỳ thường gồm các nguyên liệu giống với doner kebab. Phần bánh mì cuộn được làm từ bánh mì dẹt lavash hoặc yufka. Dürüm rất phổ biến như một món ăn đường phố ở Thổ Nhĩ Kỳ, hoặc cũng có thể được thưởng thức trong các nhà hàng.